# 马兰泰
马兰泰（?—?），蒙古兀鲁特部博尔济吉特氏，满洲正黃旗人（家族属正黄旗蒙古姓氏满洲旗人）。清朝大臣，軍機大臣，封一等侯。

## 生平
康熙四十三年，袭二等伯，后晋為世袭一等英誠侯。雍正十一年（1733年）二月，马兰泰擔任領侍衛內大臣、八旗蒙古都統，雍正帝命他辦理軍機事務。四月，命他到軍前督兵操演。
马兰泰及家族多人袭正黄旗满洲第二叅领第十四佐领（载《钦定八旗通志》）。

## 家族
家族系蒙古兀鲁特部博尔济吉特氏，与正黄旗满洲恩格德爾同族，又与正蓝旗满洲、二等子索諾穆（又瑣諾木）家族（即进士鄂山家族）同族。家族爵位世袭载《钦定八旗通志：异姓封爵》。
- 曾祖明安 (兀鲁特部)，顺治九年封二等伯。“兀魯特地方博爾濟吉特氏明安，正黃旗人，世居兀魯特地方，國初率子弟及全屬部落首先来歸，授三等子，將率来部落編佐領，令伊屬人阿邦統之，明安三遇恩詔，優晉二等伯，卒，其第六子郎蘇襲職。……又明安之元孫衮布現任佐領”（载《八旗滿洲氏族通譜》卷66）。
- 祖父郎苏（又朗素，明安第六子），顺治十一年袭二等伯，领侍卫内大臣、副都统。
  - 胞兄昂坤（明安长子），授三等男。“昂坤，正黃旗人，明安之長子也，以来歸功授三等輕車都尉，……圍錦州擊敗大凌河兵，叙功授為三等男，賜達爾漢和碩齊號，卒，其子鄂齊理襲職”（载《八旗滿洲氏族通譜》卷66）。其子鄂齊理，授一等男，御前大臣。
  - 多尔济 (明安之子)（明安次子），授三等子，总兵。“多爾濟，正黃旗人，明安之次子也，以来歸功授騎都尉”（载《八旗滿洲氏族通譜》卷66）。
  - 綽爾濟，加至一等子，头等侍卫、内大臣。
  - 納穆僧格，袭三等子。
- 父巴图，康熙三十四年袭二等伯，内大臣，佐领。胞兄班第，康熙元年袭二等伯；同保，佐领。
- 堂弟博伦岱，乾隆元年袭一等侯。其子德宁，乾隆二十二年袭一等侯；德坤。
- 子德裕。孙儿廷燦，妻鈕祜祿氏（父镶黄旗满洲圖明阿，祖父達色，曾祖一等公法喀）。
- 明安之元孙贡布（又衮布），袭正黄旗满洲第二叅领第十四佐领（时隶其佐领下有乾隆十七年科舉人伊尔根觉罗氏明德布，其父大学士阿尔泰 (清朝)，载《钦定八旗通志》）。其子祥顺、祥泰皆袭佐领。